# Jean Henri Rouchon de Bellidentes
Jean Henri Rouchon de Bellidentes est un homme politique français né le 22 mai 1761 à Largentière (Ardèche) et mort le 8 janvier 1836 à Lyon (Rhône).

## Biographie
Propriétaire, il est élu député de l'Ardèche au Conseil des Cinq-cents le 25 vendémiaire an IV, y restant jusqu'au coup d'État du 18 Brumaire, siégeant avec les modérés. Il retrouve son siège de 1815 à 1821, siégeant à droite et soutenant les gouvernements de la Restauration. Nommé avocat général à la Cour d'Appel de Lyon en octobre 1815, il devient conseiller à cette Cour en 1822 et démissionne en 1830.

## Sources
- « Jean Henri Rouchon de Bellidentes », dans Adolphe Robert et Gaston Cougny, Dictionnaire des parlementaires français, Edgar Bourloton, 1889-1891 [détail de l’édition]